# Auray
Auray (in bretone: An Alre) è un comune francese di 12 555 abitanti situato nel dipartimento del Morbihan nella regione della Bretagna. Il comune si affaccia sulla costa del golfo di Morbihan ed è dotato di un porto turistico, Port Saint-Goustan. Nel suo territorio scorre l'omonimo fiume, navigabile nell'ultimo tratto, che sfocia nel golfo.

## Storia
La flotta dei Veneti, messa insieme per contrastare l'espansione dei Romani di Giulio Cesare, nel 56 a.C. partì da qui per combattere la battaglia del Morbihan. La flotta romana, comandata da Decimo Bruto, ebbe ragione della flotta venetica pur superiore per numero di navi. 
Nel 1082 si ha la prima menzione di una fortezza ad Auray. Nel 1201 il duca di Bretagna Arturo I fa erigere un castello in pietra. Con la battaglia di Auray del 1364 si ha la fine della Guerra di successione bretone. Nel 1464 il ponte di Goustan viene restaurato e da allora chiamato come ponte nuovo. Nel 1560 il castello viene demolito e ne rimangono solo pochi resti. La prima linea ferroviaria giunge ad Auray nel 1862.
La città è legata al culto di Sant'Anna, madre della Vergine Maria, con la presenza di un santuario e di una basilica cattolici a lei dedicati. Amministrativamente si trovano nell'adiacente comune di Sainte- Anne-d' Auray e costituiscono un polo di pellegrinaggio d' importanza non solo locale ma nazionale.

## Società

### Evoluzione demografica
Abitanti censiti

## Amministrazione

### Gemellaggi
- Castlebar
- Ussel (Corrèze)[2]
- Utting am Ammersee